# Transporte Urbano
Transporte Urbano est un groupe de rock dominicain fondé en 1982.

## Histoire
Transporte Urbano a été fondé en 1982, par le chanteur Luis Días, à son retour de New York.  
Días, fondateur du folk urbain dominicain et l'un des initiateurs du groupe Convite de recherche et création folklorique, a proposé depuis la fin des années 70 de repenser la musique et des rythmes folkloriques dominicains. En ajoutant cette expérience à son contact avec la culture punk et le rock à New York, retourné sur l'île, il a créé le groupe Transporte Urbano. Pour faire ça, on le trouve avec de jeunes musiciens : Juan Francisco Ordóñez à la guitare électrique, Guy Frometa à la batterie, Hector Santana à la basse (remplacé plus tard par Peter Nova), Bruno Ranson au sax et José Duluc à la percussion. Plus tard, le groupe va évoluer vers une formation de power trio avec basse, batterie et guitare.
En février 1983, ont été présentés à l'amphithéâtre de Altos de Chavon avec Bob James et en avril avec English Beat.
En avril 1987, ce groupe a fait une performance controversée au festival Varadero 87 à Cuba. La forte présence sur scène et le sonorité du groupe ont été considérées comme « inappropriées » par certaines autorités et les membres de la bande ont été « invitées » à quitter le pays après de sa présentation. Cependant, il y a eu une vague de soutien des jeunes dans la presse cubaine, avec un geste de solidarité par Pablo Milanés. 
Transporte Urbano a été actif sur la scène musicale dominicaine jusqu'en 2004, peu de temps après sa présentation en hommage à Días fait par le secrétariat culturel de la République dominicaine. Luis Dias est mort 5 ans plus tard à Saint-Domingue le 8 décembre 2009 à 57 ans en raison d'un infarctus aigu du myocarde et des complications rénales et du foie. 

## Relevance
Transporte Urbano a été le premier groupe à faire de l'authentique rock dominicain. Mais il y a eu des groupes de rock, a été la première fois qu'un groupe avait un timbre clair d'originalité.
Grâce aux compositions de Luis Dias, avec un contenu social fort et populaire, le groupe allie le sonorité universelle de rock et de jazz avec des références aux rythmes autochtones et cela a engendré une nouvelle esthétique musicale.
Un autre événement important a été toujours la force de leurs performances en concert.

## Discographie
- 1999 : Luis Días y Transporte Urbano En Vivo / Rock
- 2000 : Vickiana Las Sesiones de 1985(con Transporte Urbano) / Rock
- 2004 : DVD Luis Terror Días: El terror en vivo (con Transporte Urbano e Irka Mateo)